# Wahlenbergia capillaris
Wahlenbergia capillaris là loài thực vật có hoa trong họ Hoa chuông. Loài này được (Lodd.) G.Don miêu tả khoa học đầu tiên năm 1839.